# Jorge Olguín
Jorge Mario Olguín (Dolores, Buenos Aires, 17 de mayo de 1952) es un exfutbolista argentino que se desempeñó como defensor en tres clubes de Argentina y en la Selección de ese país. Entre 1976 y 1983 jugó para la Selección Argentina y disputó dos mundiales: el de Argentina 1978 y el de España 1982.

## Trayectoria

### San Lorenzo
Proveniente de las inferiores de Alvarado de Mar del Plata, llegó a las inferiores de San Lorenzo en 1968 y debutó  en la primera del San Lorenzo de Almagro en 1971 jugó para el club durante 8 años, y ganó tres títulos de Primera División (Metropolitano 1972, Nacional 1972 y Nacional 1974).

### Independiente
Tras su éxito en la Copa del Mundo fue vendido a Independiente, donde luchó el puesto con Pedro Monzón por un lugar en el primer equipo.
En 1983, Olguín ganó su único título para Independiente, el Metropolitano 1983, terminando un punto por encima de su exequipo, San Lorenzo.

### Argentinos Juniors
En 1984 fue transferido a Argentinos Juniors, donde ganó otros dos títulos de liga. En 1985 ayudó al equipo a ganar su primer y único título de la Copa Libertadores. Continuó jugando allí hasta su retiro, ocurrido en 1988.

## Selección nacional

### Participaciones en Copas del Mundo
| Mundial                        | Sede      | Resultado     |
| ------------------------------ | --------- | ------------- |
| Copa Mundial de Fútbol de 1978 | Argentina | Campeón       |
| Copa Mundial de Fútbol de 1982 | España    | Segunda ronda |

## Estadísticas
Datos actualizados a fin de carrera deportiva.
| San Lorenzo de Almagro Argentina |               |               |     |    |    |    |    |     |     |    |
| 1.ª | 1971          | 3             | 2   | -  | -  | -  | -  | 3   | 2   |    |
| 1.ª | 1972          | 4             | 0   | -  | -  | -  | -  | 4   | 0   |    |
| 1.ª | 1973          | 15            | 1   | -  | -  | -  | -  | 15  | 1   |    |
| 1.ª | 1974          | 35            | 2   | -  | -  | -  | -  | 35  | 2   |    |
| 1.ª | 1975          | 59            | 0   | -  | -  | -  | -  | 59  | 0   |    |
| 1.ª | 1976          | 44            | 6   | -  | -  | -  | -  | 44  | 6   |    |
| 1.ª | 1977          | 47            | 4   | -  | -  | -  | -  | 47  | 4   |    |
| 1.ª | 1978          | 28            | 3   | -  | -  | -  | -  | 28  | 3   |    |
| 1.ª | 1979          | 17            | 0   | -  | -  | -  | -  | 17  | 3   |    |
| Total club | Total club    | 252           | 18  | 0  | 0  | 0  | 0  | 252 | 18  |    |
| Independiente Argentina |               |               |     |    |    |    |    |     |     |    |
| 1.ª |               |               |     |    |    |    |    |     |     |    |
| 1980 | 50            | 11            | -   | -  | -  | -  | 50 | 11  |     |    |
| 1981 | 45            | 2             | -   | -  | -  | -  | 45 | 2   |     |    |
| 1982 | 10            | 0             | -   | -  | -  | -  | 10 | 2   |     |    |
| 1983 | 22            | 0             | -   | -  | -  | -  | 22 | 0   |     |    |
| Total club | Total club    | 127           | 13  | 0  | 0  | 0  | 0  | 127 | 13  |    |
| Argentinos Juniors Argentina |               |               |     |    |    |    |    |     |     |    |
| 1.ª |               |               |     |    |    |    |    |     |     |    |
| 1984 | 46            | 12            | -   | -  | -  | -  | 46 | 12  |     |    |
| 1985 | 14            | 1             | -   | -  | 14 | 0  | 28 | 1   |     |    |
| 1985-86 | 25            | 3             | -   | -  | 6  | 0  | 26 | 3   |     |    |
| 1986-87 | 33            | 5             | -   | -  | 1  | 0  | 34 | 5   |     |    |
| 1987-88 | 30            | 1             | -   | -  | -  | -  | 30 | 1   |     |    |
| Total club | Total club    | 148           | 22  | 0  | 0  | 16 | 0  | 160 | 22  |    |
| Total carrera | Total carrera | Total carrera | 527 | 53 | 0  | 0  | 21 | 0   | 548 | 53 |
| (2) Incluye datos de la Copa Libertadores (1985, 1986); Copa Intercontinental (1985); Copa Interamericana (1986). (3) No incluye goles en partidos amistosos. |               |               |     |    |    |    |    |     |     |    |

### Selección nacional
| Selección | Año   | Amistoso | Amistoso | Copa del Mundo | Copa del Mundo | Total | Total |
| Selección | Año   | PJ       | G        | PJ             | G              | PJ    | G     |
| --------- | ----- | -------- | -------- | -------------- | -------------- | ----- | ----- |
| Argentina | 1976  | 11       | 0        | -              | -              | 11    | 0     |
| Argentina | 1977  | 9        | 0        | -              | -              | 9     | 0     |
| Argentina | 1978  | 3        | 0        | 7              | 0              | 10    | 0     |
| Argentina | 1979  | 6        | 0        | -              | -              | 6     | 0     |
| Argentina | 1980  | 10       | 0        | -              | -              | 10    | 0     |
| Argentina | 1981  | 4        | 0        | -              | -              | 4     | 0     |
| Argentina | 1982  | 5        | 0        | 5              | 0              | 10    | 0     |
| Argentina | Total | 48       | 0        | 12             | 0              | 60    | 0     |

### Resumen estadístico
| Competición            | Encuentros | Goles | Promedio |
| ---------------------- | ---------- | ----- | -------- |
| Primera División       | 527        | 53    | 0,10     |
| Copas internacionales  | 21         | 0     | 0,00     |
| Selección de Argentina | 60         | 0     | 0,00     |
| Total                  | 608        | 53    | 0,08     |

## Palmarés

### Campeonatos nacionales
| Título           | Club               | Sede         | Año    |
| ---------------- | ------------------ | ------------ | ------ |
| Primera División | San Lorenzo        | Buenos Aires | M-1972 |
| Primera División | San Lorenzo        | Buenos Aires | N-1972 |
| Primera División | San Lorenzo        | Buenos Aires | N-1974 |
| Primera División | Independiente      | Avellaneda   | 1983   |
| Primera División | Argentinos Juniors | Buenos Aires | 1984   |
| Primera División | Argentinos Juniors | Buenos Aires | N-1985 |

### Campeonatos internacionales
| Título                       | Equipo             | Sede          | Año  |
| ---------------------------- | ------------------ | ------------- | ---- |
| Copa Mundial de la FIFA      | Argentina          | Buenos Aires  | 1978 |
| Copa Libertadores de América | Argentinos Juniors | Asunción      | 1985 |
| Copa Interamericana          | Argentinos Juniors | Puerto España | 1986 |